# Enthusiast Gaming
Enthusiast Gaming è un'azienda canadese di media digitali specializzata in notizie di videogiochi. Fondata nel 2014 dall'imprenditore Menashe Kestenbaum, l'azienda possiede i siti web Siliconera, Destructoid e Escapist Magazine, nonché la convention di gioco Enthusiast Gaming Live Expo (EGLX).
La società è stata quotata al TSX Venture Exchange nell'ottobre 2018. Nel gennaio 2020 la quotazione della società è stata trasferita alla Borsa di Toronto.

## Marchi
Enthusiast Gaming possiede un certo numero di siti web e gestisce una convention annuale a Toronto.

### Internet
- Daily Esports (fondata nel 2018)
- Destructoid (acquisita nel 2017)[3]
  - Flixist (acquisita nel 2017)
  - Japanator (acquisita nel 2017)
- DiabloII Net & Wiki (acquisita nel 2018)
- The Escapist (acquisita nel 2018)[4]
  - Gameumentary (acquisita nel 2018)
  - Only Single Player (acquisita nel 2016)
- Gaming Street (fondata nel 2019)
- Nintendo Enthusiast (fondata nel 2011)
- Gamnesia (acquisita nel 2018)
- Operation Sports (acquisita nel 2018)
- PC Invasion (acquisita nel 2018)
- Planet Destiny (acquisita nel 2019)
- PlayStation Enthusiast (fondata nel 2015)
- Steel Media (Pocket Gamer) (acquisita nel 2019)[5]
- The Sims Resource (acquisita nel 2019)[6]
- Siliconera (acquisita nel 2019)
- Xbox Enthusiast (fondata nel 2015)
- Omnia Media (acquisita nel 2020)[7][8]